# Alice Faye

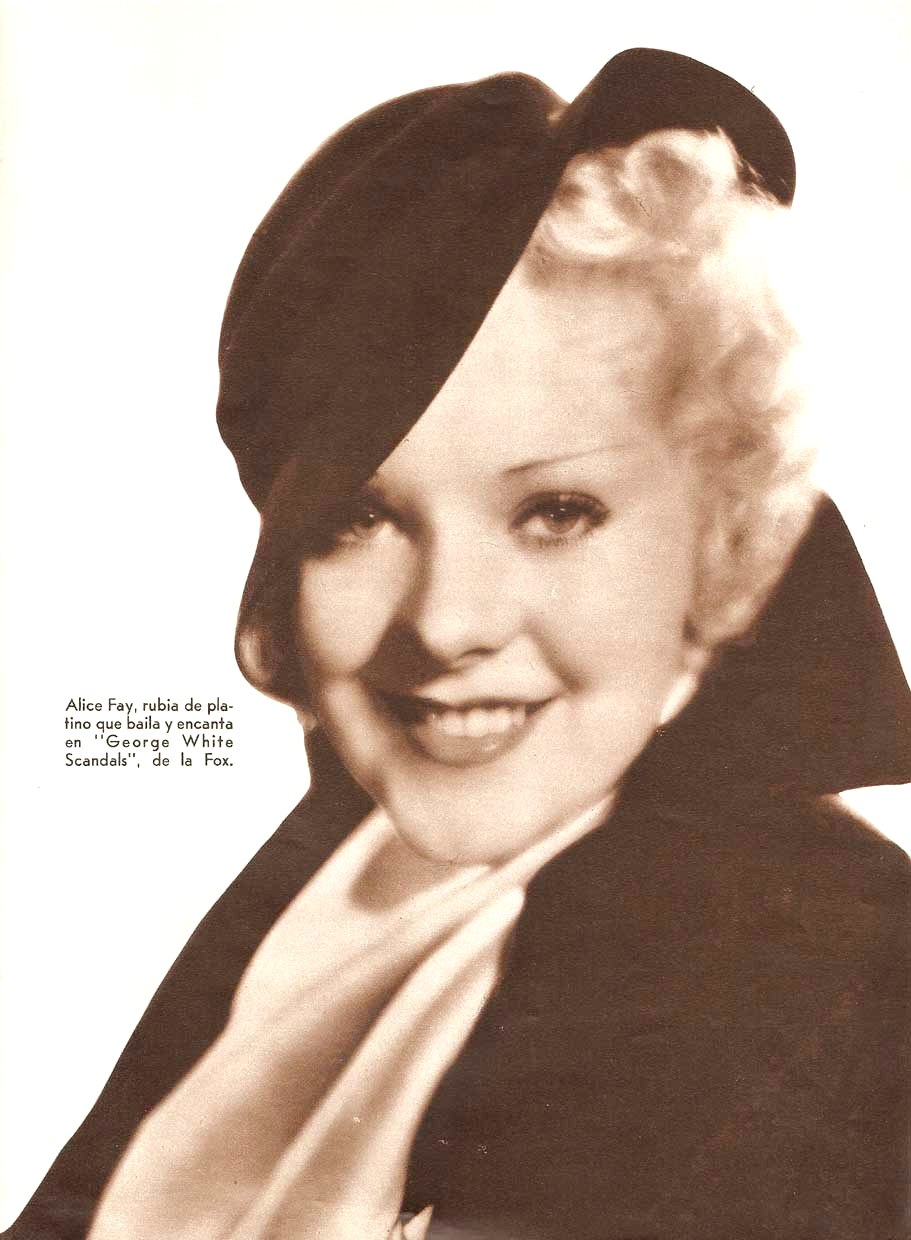
Alice Faye

Alice Faye, artiestennaam van Alice Jeane Leppert, (New York, 5 mei 1915 - Rancho Mirage (Californië), 9 mei 1998), was een Amerikaans actrice en zangeres.

## Filmcarrière
Nadat ze haar carrière in de entertainmentwereld begon als koormeisje in de vaudeville en optrad op Broadway, brak ze in 1934 door in de filmwereld, toen ze de rol kreeg in de filmmusical George White's Scandals. In eerste instantie was het de bedoeling dat Faye een nummer zou doen met acteur Rudy Vallee. Uiteindelijk kreeg ze de hoofdrol in de film. Ze werd al snel een bekend gezicht voor het filmpubliek in de jaren 30, mede door het mentorschap van producent Darryl F. Zanuck. Hij hielp Faye onder andere met de wisseling van showgirl-rollen naar moederlijke figuren, toen hij haar castte in films met Shirley Temple.
Faye onderging niet veel later ook een fysieke overgang, nadat er werd verteld dat ze te veel leek op Jean Harlow. Door de make-over kreeg ze een natuurlijke glans en een meer volwassen make-up en haarstijl. De metamorfose onderging ze mede voor haar rol in de film Alexander's Ragtime Band (1938).
Gecast in vooral musicals, introduceerde Faye veel befaamde liedjes in de hitlijsten. Nadat ze werd beschreven als een actrice die minder serieus was over het acteren en zich meer bezighield met haar zangcarrière, snoerde Faye de critici de mond met haar vertolking van Belle Fawcett in In Old Chicago (1937).
Na de introductie van de kleurenfilm werd Faye alleen nog maar bekender en was de ster in een waslijst aan musicals van 20th Century Fox in de jaren 40. Tijdens de opnamen van Fallen Angel (1945) werd Zanuck echter de mentor van Linda Darnell, die ook in de film te zien is. Toen de film in productie was, werden veel scènes met Faye verwijderd, terwijl de scènes met Darnell wel resteerden. Faye was ontdaan toen ze het resultaat zag en verliet Fox. Zanuck sloeg echter terug en maakte Faye overal zwart. Uiteindelijk wist de producent Fayes filmcarrière te eindigen.
Roddelbladen gingen er in die tijd van uit dat Faye haar filmcarrière eindigde door haar rivaliteit met actrice Betty Grable. Dit was een roddel die de twee actrices verafschuwden, omdat ze goede vrienden bleven tot Grables dood in 1973.
Faye kwam terug in 1962, met een rol in State Fair. Hoewel Faye goede kritieken ontving, werd de film slecht ontvangen, waardoor zij alleen nog maar cameorollen kreeg.

## Huwelijk en radiocarrière
Faye's eerste huwelijk, met Tony Martin, duurde van 1937 tot en met 1940. Een jaar later trouwde de actrice met Phil Harris. Het koppel kreeg twee kinderen. Alice, hun eerste kind, werd geboren in 1942. Phyllis volgde in 1944.
Na het einde van haar filmcarrière, begon ze een radioprogramma met haar man. Het programma duurde uiteindelijk tot en met 1954.

## Latere leven
Faye en Harris deden tot hun dood nog veel projecten, zowel gezamenlijk als apart. Zo keerde Faye terug naar Broadway. Faye bleef getrouwd met Harris tot zijn dood in 1995. Drie jaar later stierf zij aan maagkanker.

## Filmografie
- George White's Scandals (1934)
- Now I'll Tell (1934)
- She Learned About Sailors (1934)
- 365 Nights in Hollywood (1934)
- King of Burlesque (1935)
- George White's 1935 Scandals (1935)
- Every Night at Eight (1935)
- Music Is Magic (1935)
- Poor Little Rich Girl (1936)
- Sing, Baby, Sing (1936)
- Stowaway (1936)
- In Old Chicago (1937)
- On the Avenue (1937)
- You Can't Have Everything (1937)
- Wake Up and Live (1937)
- You're a Sweetheart (1937)
- Sally, Irene and Mary (1938)
- Alexander's Ragtime Band (1938)
- Tail Spin (1939)
- Rose of Washington Square (1939)
- Hollywood Cavalcade (1939)
- Barricade (1939)
- Little Old New York (1940)
- Lillian Russell (1940)
- Tin Pan Alley (1940)
- That Night in Rio (1941)
- The Great American Broadcast (1941)
- Week-End in Havana (1941)
- Hello, Frisco, Hello (1943)
- The Gang's All Here (1943)
- Four Jills in a Jeep (1944)
- Fallen Angel (1945)
- State Fair (1962)
- Won Ton Ton, the Dog Who Saved Hollywood (1976)
- Every Girl Should Have One (1978)
- The Magic of Lassie (1978)